# Dalneje Konstantinowo
Dalneje Konstantinowo (russisch Да́льнее Константи́ново) ist eine Siedlung städtischen Typs in der Oblast Nischni Nowgorod in Russland mit 4777 Einwohnern (Stand 14. Oktober 2010).

## Geographie
Der Ort liegt etwa 60 km Luftlinie südlich des Oblastverwaltungszentrums Nischni Nowgorod am linken Ufer des Flüsschens Schemlei, das über Osjorka und Kudma zur Wolga abfließt.
Dalneje Konstantinowo ist Verwaltungszentrum des Rajons Dalnekonstantinowski sowie Sitz der Stadtgemeinde (gorodskoje posselenije) Rabotschi possjolok Dalneje Konstantinowo, zu der außerdem das Dorf Uleika (gut 1 km nördlich) sowie die Siedlungen Iwanowka (südwestlich anschließend) und Nowoje Borzowo (1 km südwestlich) gehören.

## Geschichte
Der Ort wurde im 14. Jahrhundert auf von Mordwinen besiedeltem Gebiet unter dem Susdaler Fürsten Konstantin Wladimirowitsch gegründet, nach dem es auch benannt wurde. Dalneje steht im Russischen für „Fern-“, bezüglich der Lage zu Nischni Nowgorod; das Dorf Blischneje Konstantinowo, etwa „Nah-Konstatinowo“ lag nur wenig südlich der Stadt und ist heute als Blischnekonstantinowo eingemeindet. Nach einer anderen Hypothese entstand der Ort erst um die Wende zum 17. Jahrhundert; aber auch in diesem Fall wird der Name auf den Susdaler Fürsten Konstantin zurückgeführt, seit dessen Regierungszeit das Gebiet an der Kudma, um den späteren Ort als „Konstantinsfeld“ (russisch Konstantinowo pole) bezeichnet wurde.  Dalneje Konstantinowo gehörte ab dem 18. Jahrhundert zum Ujesd Nischni Nowgorod des Gouvernements Nischni Nowgorod.
Am 14. Januar 1929 wurde Dalneje Konstantinowo Verwaltungssitz eines neu geschaffenen, nach ihm benannten Rajons. Seit 1976 besitzt der Ort den Status einer Siedlung städtischen Typs.

### Bevölkerungsentwicklung
| Jahr | Einwohner |
| ---- | --------- |
| 1897 | 1027      |
| 1939 | 1893      |
| 1959 | 2031      |
| 1970 | 3093      |
| 1979 | 4350      |
| 1989 | 5122      |
| 2002 | 4986      |
| 2010 | 4777      |

Anmerkung: Volkszählungsdaten

## Verkehr
Östlich wird der Ort von der Regionalstraße 22K-0037 umgangen, die beim knapp 40 km nördlich gelegenen Kstowo von der föderalen Fernstraße M7 Moskau – Perm/Ufa abzweigt und gut 5 km südwestlich der Siedlung die föderale Fernstraße R158 Nischni Nowgorod – Saransk – Pensa – Saratow erreicht.
Die nächstgelegene Bahnstation befindet sich knapp 15 km südwestlich in Surowaticha an der Strecke Nischni Nowgorod – Arsamas – Rusajewka.